# Villenkolonie Altfriedstein
1899 kauften die Dresdner Architekten Schilling & Graebner im heutigen Radebeuler Stadtteil Niederlößnitz das große Weinguts-Anwesen Altfriedstein auf und entwickelten das Gelände unter Anlage von Straßen und Parzellierung der aufgelassenen Weinrebflächen zur Villenkolonie Altfriedstein. Dazu rissen sie den Westflügel des Herrenhauses sowie alle Nebengebäude des Weinguts ab und gestalteten den Westgiebel des stehengebliebenen Mittelbaus um. Unter anderem bauten sie dort einen Fußgängerdurchgang durch die Gebäudeecke des Erdgeschosses. Ab 1902 bis zum Ersten Weltkrieg errichteten sie im Areal zahlreiche Villen und Landhäuser, etliche davon im Stil der Reformarchitektur. Die bedeutsamste Villa der Villenkolonie ist die den Abschluss nach Norden bildende, 1911 erbaute Meyerburg.

Signet der Villenkolonie Altfriedstein, 1903

## Geschichte

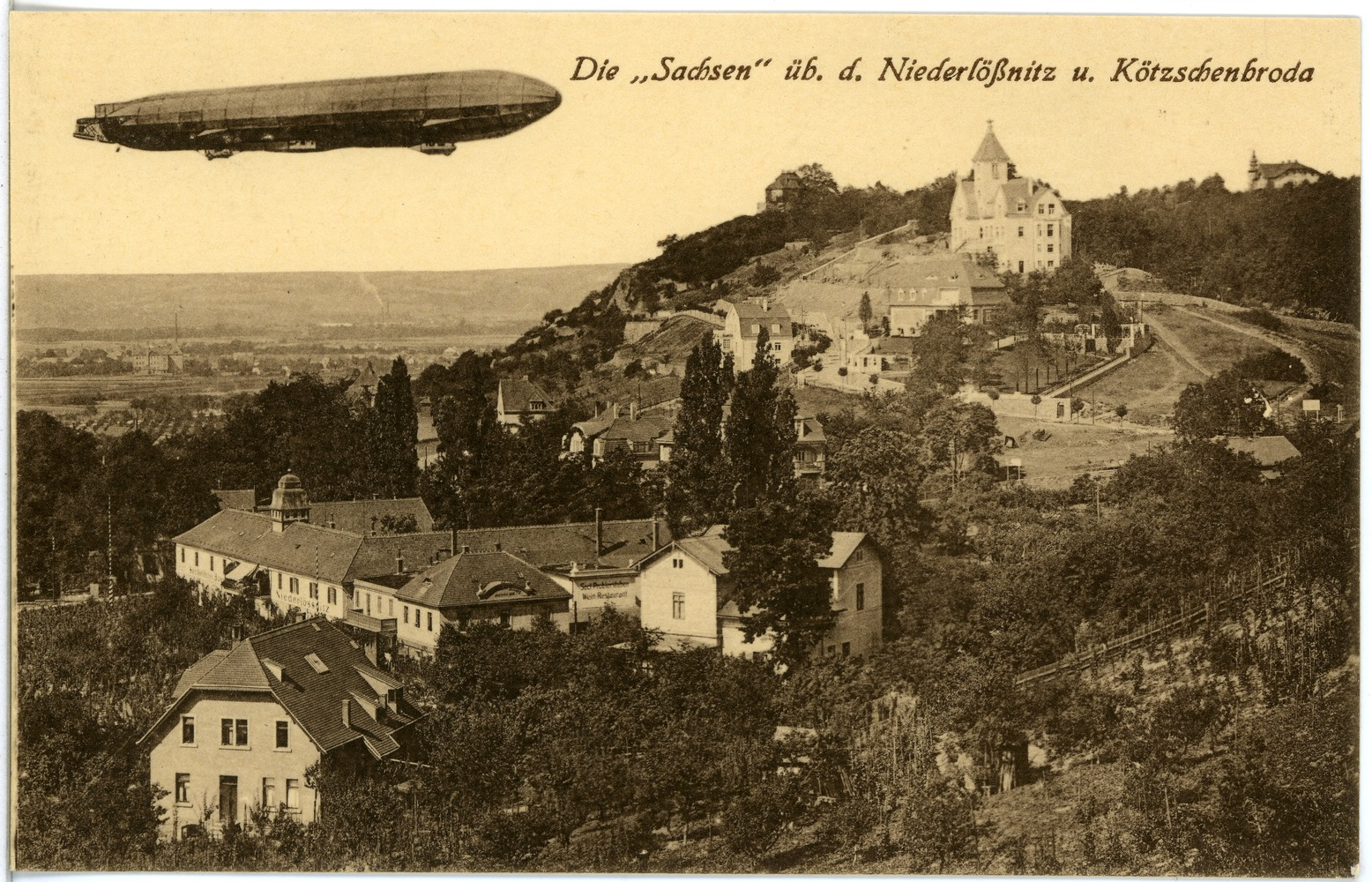
Villenkolonie Altfriedstein 1914, davor die Sektkellerei Bussard. Darüber das Luftschiff LZ 17 „Sachsen“

Verkaufsanzeige für Baustelle 46 (heute Prof.-Wilhelm-Ring 20), 1903

Infolge der Reblauskatastrophe in den 1880er Jahren waren auch die Flächen des etwa 12 Hektar großen Weinbergsanwesens um das Herrenhaus Altfriedstein aufgelassen worden. Im Jahr 1899 erwarb das Dresdner Architekturbüro Schilling & Graebner die Gesamtfläche, um dort auf eigene Rechnung eine Landhaus- und Villenkolonie für „gut- bis großbürgerliche Ansprüche“ zu entwickeln.
Die das Gelände erschließenden Straßen orientierten sich zwar auch an den zu jener Zeit gängigen Konzepten der Stadtplanung, waren jedoch auch in hohem Maße den Rahmenbedingungen des sehr steilen Geländes der ehemaligen Steillagen unterworfen. Die das Gebiet von Süden erschließende obere Ludwig-Richter-Allee durchschnitt den Baukörper des Herrenhauses. Statt dieses abzureißen, machten sich die Architekten für eine weitgehende Erhaltung stark und rissen 1902 nur den Westflügel ab, wodurch das Gebäude einen neuen Westgiebel und einen laubenartigen Durchgang durch die Nordwestecke des Baukörpers erhielt.
Schilling & Graebner errichteten auf eigene Kosten sogenannte Leitbauten, die als fertige Villen der potentiellen Kundschaft angeboten wurden, darüber hinaus erstellten sie für weitere Grundstücke Villen- und Landhausentwürfe entsprechend der in ihrem Büro gepflegten Qualität. Da das Vorhaben trotz Unterstützung durch die Landgemeinde Niederlößnitz kein großer kommerzieller Erfolg war, und die Architekten in mehreren Fällen längere Zeit Eigentümer der notgedrungen nur vermieteten Villen blieben, wurden ab 1905 Parzellen auch ohne vertragliche Bindung an die Vorentwürfe oder an das Architekturbüro an private Bauherren verkauft.
Dazu wurde zu gleichen Teilen von Schilling und Graebner sowie Friedrich Moritz Alexander Neubert (einem in Dresden ansässigen Bruder von Schillings Stiefmutter und Konsul der Dominikanischen Republik) im Oktober 1905 die Dresdner Villenbau-Gesellschaft Neubert & Co. gegründet. Mit dem Ausscheiden von Neubert aus dem Vermarktungsunternehmen wandelten Schilling und Graebner diese von einer Offenen Handelsgesellschaft in eine Kommanditgesellschaft um. Kommanditist wurde der Leipziger Chemie-Professor Arthur Hantzsch, der in erster Ehe ein Schwager von Schilling war.
Die heute geringe Anzahl von nicht von Schilling & Graebner stammenden, unter Denkmalschutz stehenden Gebäuden zeigt die häufig geringere Architekturqualität der von anderen Architekten entworfenen Häuser.
In den Jahren bis zum Ersten Weltkrieg entstanden auf den 95 Parzellen des Areals 23 Wohngebäude, von denen 15 aus dem Büro von Schilling & Graebner stammten, darunter die zu Anfang errichteten acht Leitbauten eher im unteren Bereich. Damit stellt die Villenkolonie Altfriedstein das größte zusammenhängende Ensemble freistehender Gebäude dieses Architekturbüros dar. Das heute zu etwa 85 Parzellen zusammengefasste Areal ist mit etwa 58 Gebäuden, darunter 17 Baudenkmalen, sowie zahlreichen Nebengebäuden bebaut.

Flurstücksplan Altfriedstein, 1883, mit dem abzutragenden Westflügel von Altfriedstein, schraffiert, um 1900
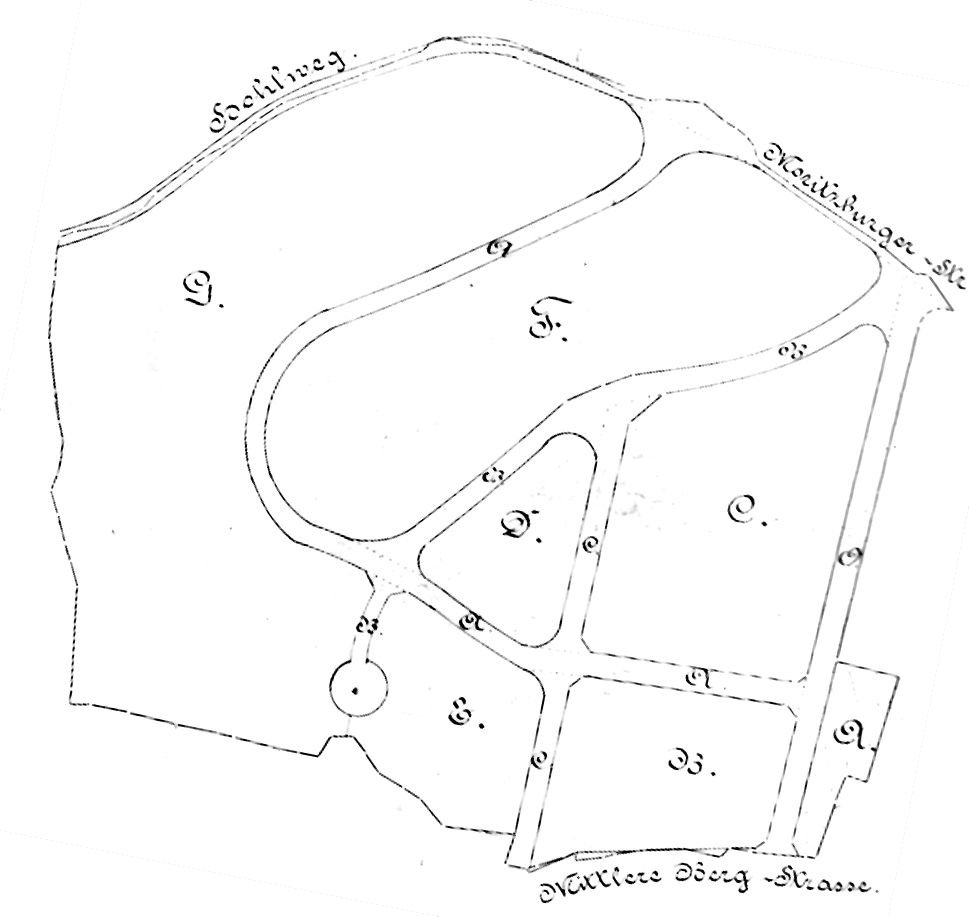
Erstes Straßenprojekt Villenkolonie Altfriedstein, um 1900
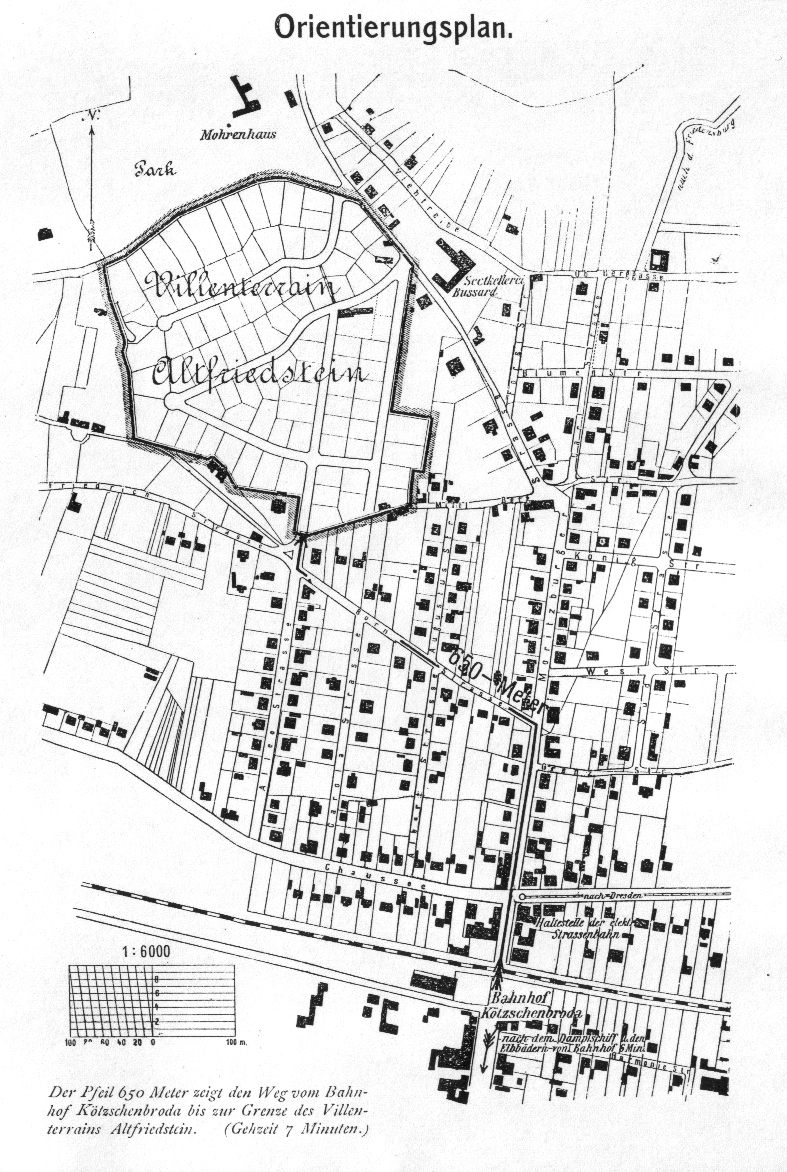
Lageplan der Villenkolonie Altfriedstein mit den ausgeführten Straßen und der Parzellenaufteilung, 1903
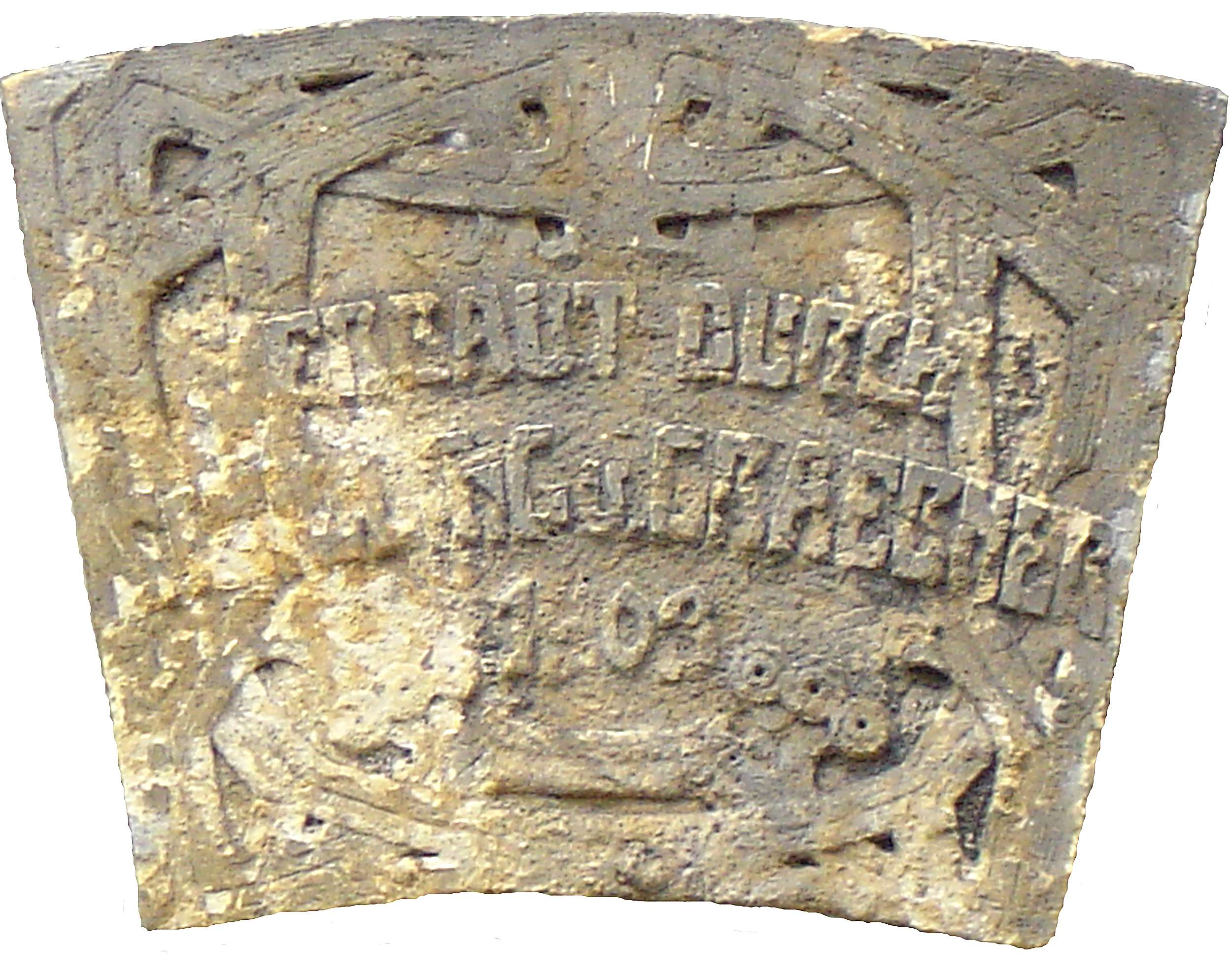
Schlussstein über dem Plandurchgang E, vom Herrenhaus Altfriedstein zur Straße Altfriedstein (Planstraße A)

## Bauten

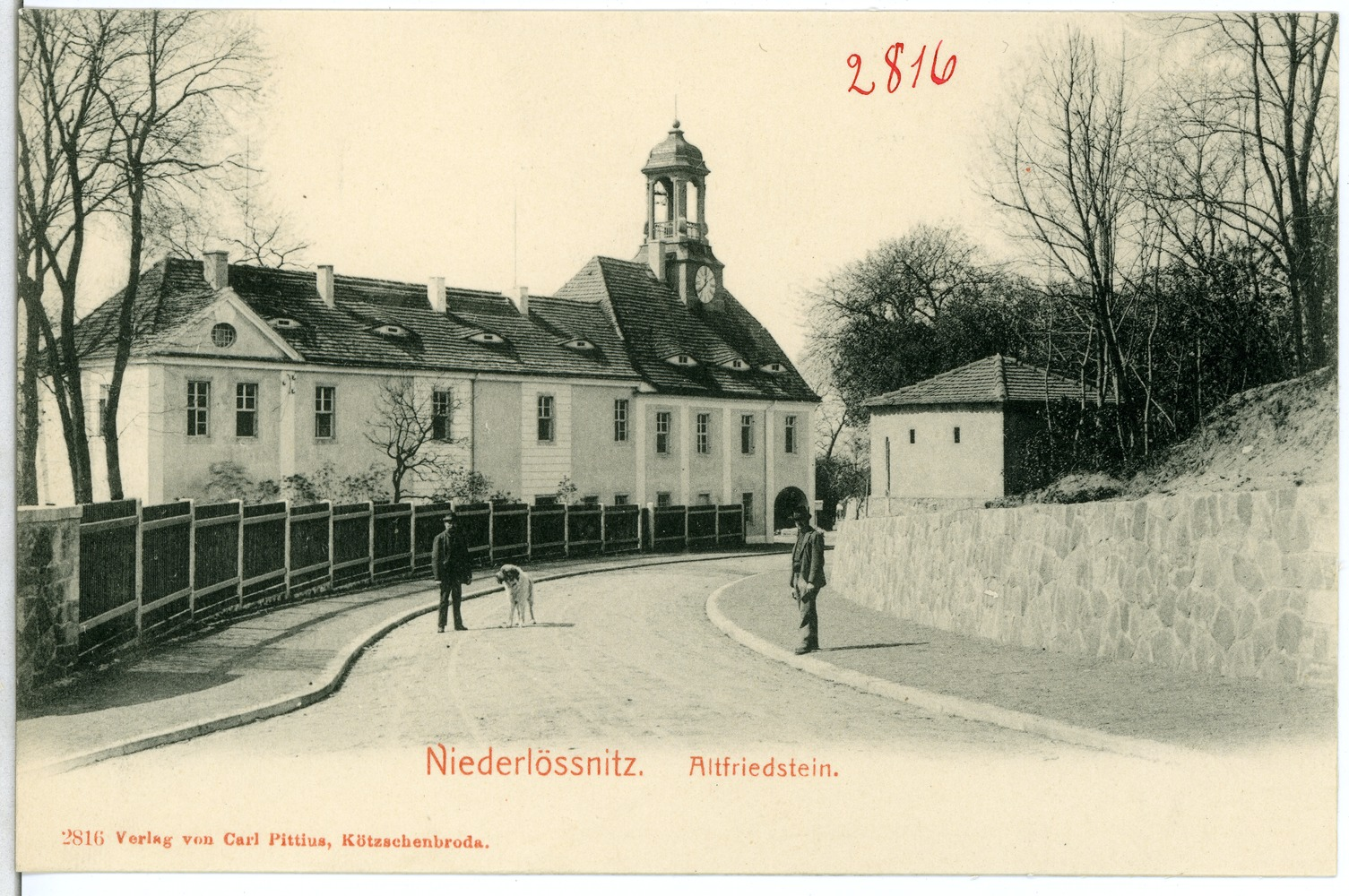
Blick von der Moritzburger Straße in die Brühlstraße (heute oberer Teil des Prof.-Wilhelm-Rings) mit Altfriedstein (Postkarte 1905)

Das Areal der Villenkolonie besteht aus den folgenden heutigen Adressen: Südseite der Mohrenstraße, Nrn. 1–5; Altfriedstein; Prof.-Wilhelm-Ring; obere Ludwig-Richter-Allee ab Nr. 24; Lindenaustraße, auf der Ostseite jedoch nur bis zur Nr. 6. Auf diesem Areal stand neben dem Herrenhaus Altfriedstein auch noch das ebenfalls denkmalgeschützte, etwa aus dem Jahr 1800 stammende Winzerhaus des ehemaligen Beuhn'schen Gutes, schräg gegenüber von Haus Lotter.

### Straßenbau

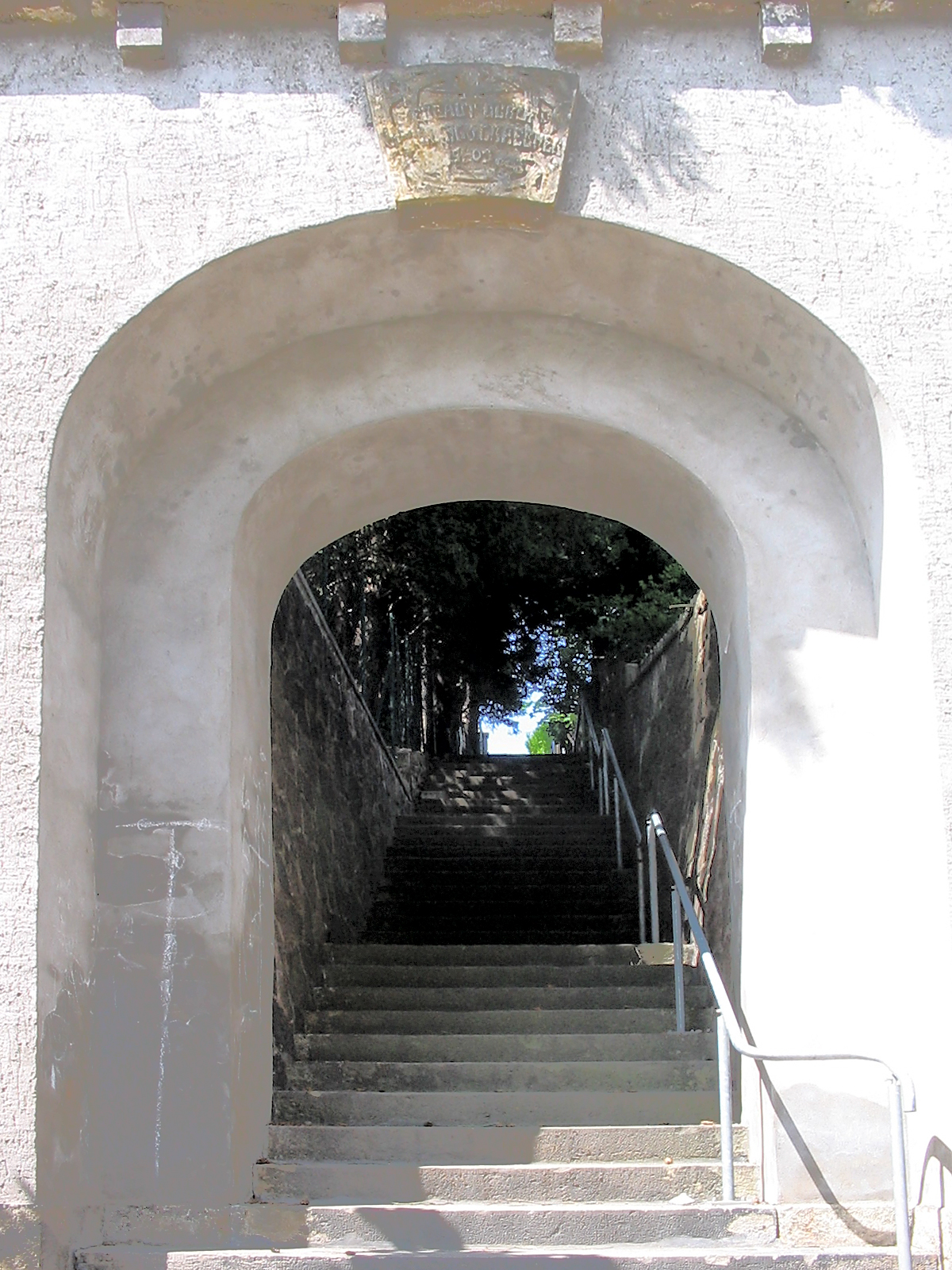
Durchgang zur Planstraße E: Treppenverbindung Altfriedstein, im Bogen der Schlussstein von 1903

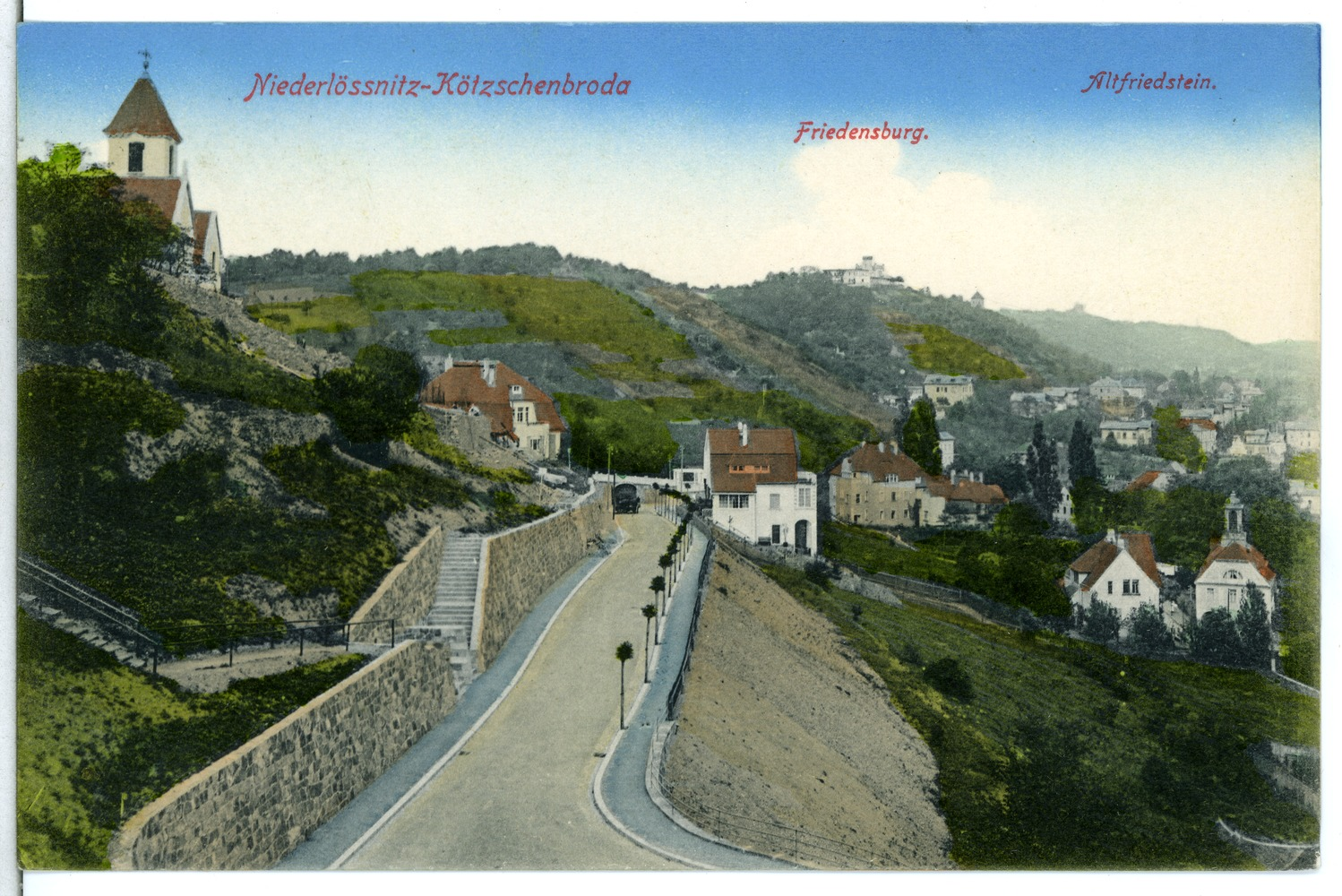
Die Straße Altfriedstein, 1911

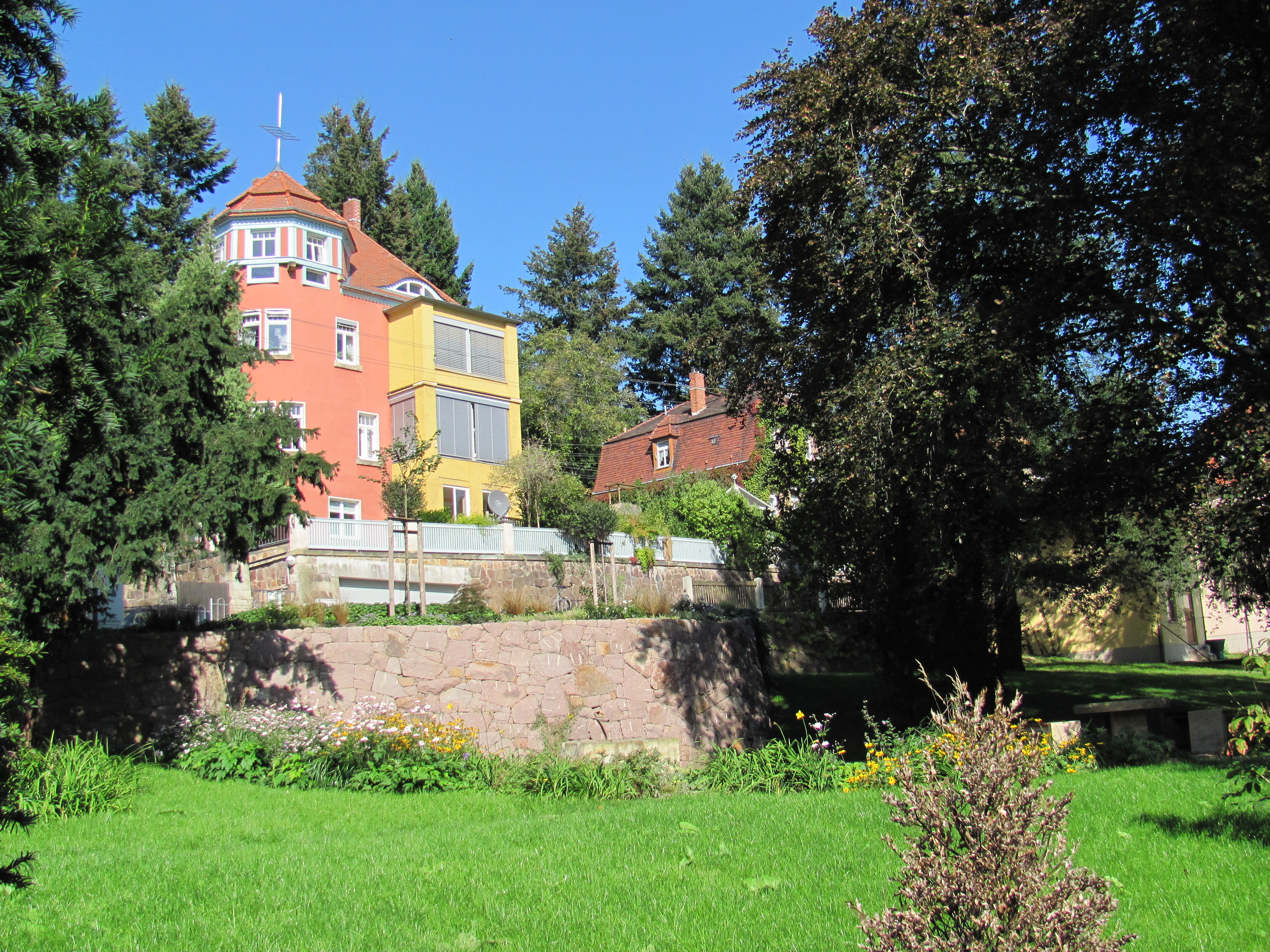
Parkanlage mit Speibrunnen

Die Erschließung des Areals erfolgte im oberen Bereich aufgrund der sehr steilen Geländeverhältnisse entlang des Hangs. Der die Villenkolonie im Norden abschließende Hohlweg auf der Grenze zum Mohrenhaus-Grundstück trifft sich im Nordosten mit der Moritzburger Straße. Von dieser Einmündung aus wurde die Planstraße A unterhalb der Bergkuppe verlegt, um nach Westen hin die höhergelegenen, wegen der Aussicht „besseren“ Grundstücke zu erschließen. Die ursprüngliche Planung, die Straße dann nach Süden und im unteren Bereich dann nach Osten verlaufen zu lassen, musste wegen des zu steilen Mittelstücks aufgegeben werden, sodass die Planstraße A in einem Wendehammer schräg unterhalb des Mätressenschlösschens endete. Die Planstraße A wurde 1909/1910 gebaut und im Juli 1910 als Altfriedstein benannt. Der bestehende nördliche Hohlweg wurde 1910 ausgebaut und im Oktober 1911 in Mohrenstraße umbenannt.
Die Erschließung des unteren Teils der ehemaligen Weinbergsflächen erfolgte auch von der Moritzburger Straße aus: vom dortigen Eingangsbereich zum Herrenhaus Altfriedstein aus wurde die Planstraße B etwa parallel zur Planstraße A entlang der Hangfläche durch den nördlich des Herrenhauses gelegenen Hof geführt. Anstelle des abzureißenden Westflügels des Herrenhauses entstand die Einmündung mit der von Süden kommenden Planstraße C, der Verlängerung der Alleestraße (heute Ludwig-Richter-Allee). Von dieser Einmündung folgte die Planstraße B der Geländetopografie bis in die Südwestecke, wo sie ebenfalls einen Wendehammer bekam. Von diesem Wendehammer aus verlief die Planstraße D parallel zur Südgrenze über eine Kreuzung mit der Planstraße C bis zur Planstraße O. Diese Straße begann im Norden ebenfalls an der Einmündung der Planstraße B in die Moritzburger Straße und verlief dann parallel zur Planstraße C auf einem bestehenden Weg nach Süden bis zur Mittleren Berg-Straße (heute Winzerstraße).
Die letztgenannten Straßen wurden in den Jahren 1901 bis 1903 gebaut und im Februar 1903 an die Gemeinde Niederlößnitz übereignet. Dabei erfolgte die Benennung als Brühlstraße nach dem ehemaligen Altfriedsteinbesitzer Heinrich von Brühl (Planstraße B, heute oberer Teil des Prof.-Wilhelm-Rings), Lamsbachstraße nach dem Altfriedsteinbesitzer und Gemeindeältesten Carl Lamsbach (Planstraße D, heute unterer Teil des Prof.-Wilhelm-Rings), Lindenaustraße (Planstraße O), und die Planstraße C wurde zur Verlängerung der bestehenden Alleestraße, heute Ludwig-Richter-Allee.
Mit der Fertigstellung der Straße Altfriedstein wurde auch die Planstraße E als steiler Treppenaufgang zwischen dem Herrenhaus Altfriedstein und der Straße Altfriedstein freigegeben. Der Sandstein-Schlussstein im dortigen Durchgangsbogen zeigt die dreizeilige Inschrift: 

„ERBAUT DURCH
SCHILLING & GRAEBNER
1903“

drumherum eine jugendstilige Verzierung. Die Treppe überbrückt 15 Höhenmeter auf einer Strecke von 60 Metern über Grund.

### Parkanlage
Auf dem spitzen Eckgrundstück östlich des Wendehammers des Prof.-Wilhelm-Rings entstand nach 1912 ein kleiner Park. An der nördlichen Kante erhielt dieser neben einer Stützmauer wegen des Geländeabfalls eine Brunnenanlage, die aus einem Becken mit einem Wassertrog besteht sowie einem Wasseraustritt aus der Stützmauer. Die Brunnenanlage wurde 2009 saniert und wieder in Betrieb genommen.
Im Jahr 2011 konnte, auch dank großzügiger Spenden, die Sanierung der Brunnenanlage sowie die Neugestaltung des Parkes mit dem Bauherrenpreis der Stadt Radebeul ausgezeichnet werden.

### Kulturdenkmale

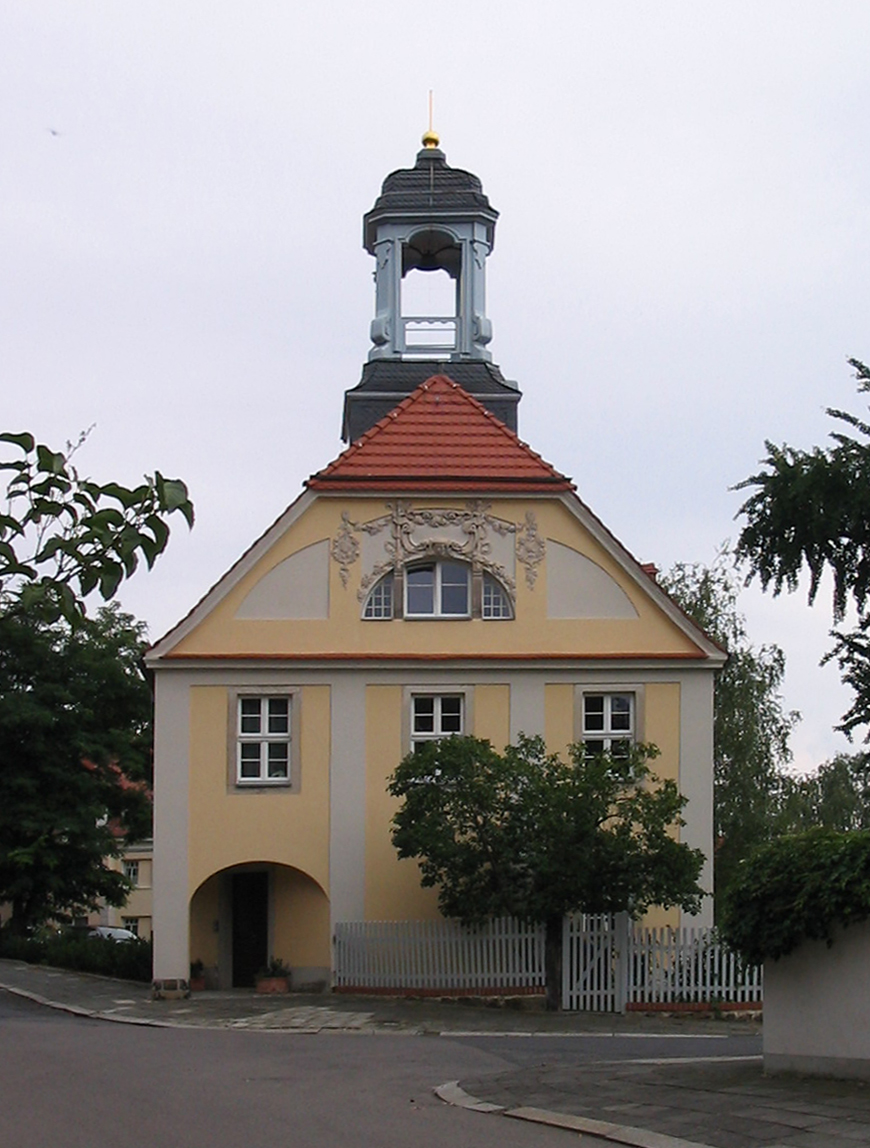
Der neugeschaffene Westgiebel Altfriedsteins mit gewölbtem Durchgang

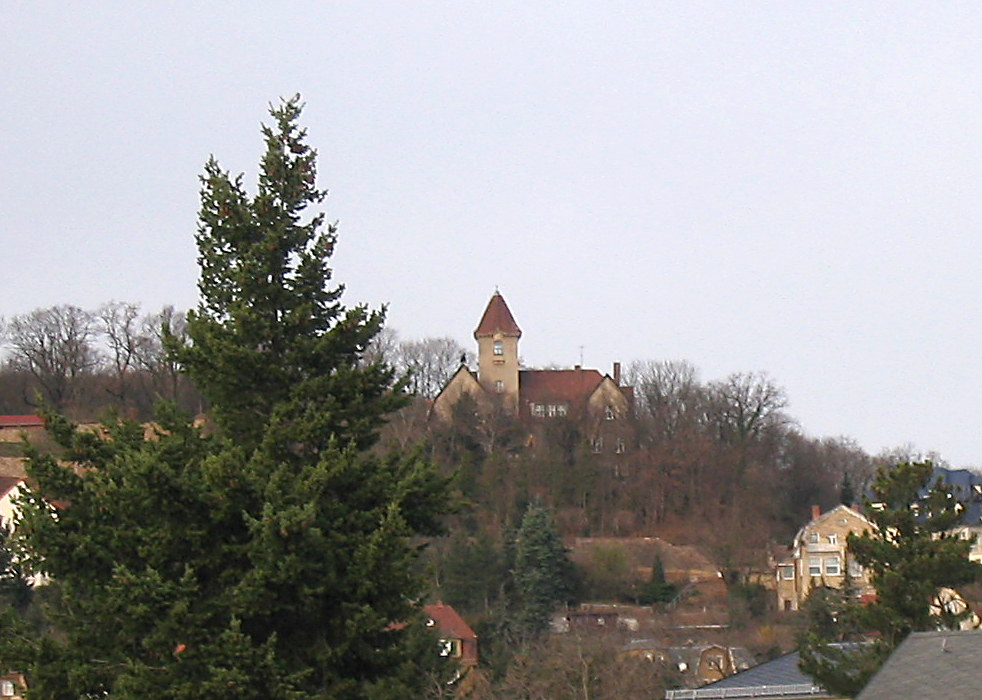
Die Meyerburg hoch über der Villenkolonie

- 1902: Umbau Herrenhaus Altfriedstein, Prof.-Wilhelm-Ring 1 (Architekten: Schilling & Graebner, Dresden)
- 1902: Landhaus Ludwig-Richter-Allee 27 (erster Leitbau, bis 1910 im Besitz der Architekten Schilling & Graebner, Entwurf: Heino Otto, Mitarbeiter von Schilling & Graebner)
- 1902: Villa Prof.-Wilhelm-Ring 20 (zweiter Leitbau, bis 1916 oder 1917 im Besitz der Architekten Schilling & Graebner)
- 1903: Landhaus Prof.-Wilhelm-Ring 16 (Individualentwurf, Architekten: Schilling & Graebner, 1933 stark verändert)
- 1903: Landhaus Lindenaustraße 7 (dritter Leitbau, bis 1912 im Besitz der Architekten Schilling & Graebner, Entwurf: Heino Otto)
- 1903: Mietshaus Hermann Ebert, Moritzburger Straße 45 (Architekten: Schilling & Graebner, Entwurf: Heino Otto, Bauausführung: Felix Sommer, Niederlößnitz)
- 1906: Landhaus Paul Nieschke, Ludwig-Richter-Allee 28 (Individualentwurf, Architekten: Schilling & Graebner, Entwurf: Heino Otto)
- 1906: Landhaus Lutzmann, Lindenaustraße 3 („Villen-Projekt“, Architekturbüro: Schilling & Graebner; Entwurf Oskar Menzel zugewiesen)
- 1907: Villa Alfred Sparbert, Prof.-Wilhelm-Ring 19 (Individualentwurf, Architekten: Schilling & Graebner, für den Mitgründer und Mitbesitzer der Dresdner Schnellpressenfabrik)
- 1907/1908: Villa Schwarze, Prof.-Wilhelm-Ring 26, (Architekt: Carl Fischer, Leipzig-Lindenau)
- 1907/1908: Villa Oskar Möbius, Lindenaustraße 9 (Baumeister: Oskar Möbius, Werdau; Ausführung: Alfred Große, Kötzschenbroda)
- 1907/1908: Nebengebäude der Villa Oskar Möbius, Lindenaustraße 9a (Baumeister: Oskar Möbius, Werdau; Ausführung: Alfred Große, Kötzschenbroda)
- 1908/1909: Landhaus Paul Schramm, Lindenaustraße 6 (Architekt, Baumeister: Felix Sommer)
- 1909/1910: Mietvilla Heinrich Schrader, Ludwig-Richter-Allee 24 (Architekt, Baumeister: Felix Sommer)
- 1909/1910: Landhaus Franz Hartung, Altfriedstein 6 (Architekt: Richard Aurich, Dresden)
- 1911/1912: Meyerburg, Mohrenstraße 5  (Individualentwurf, Architekten: Schilling & Graebner)
- 1933: Einfamilienhaus Bernhard Hartmann, Lindenaustraße 4

### Weitere dortige Bauten von Schilling & Graebner

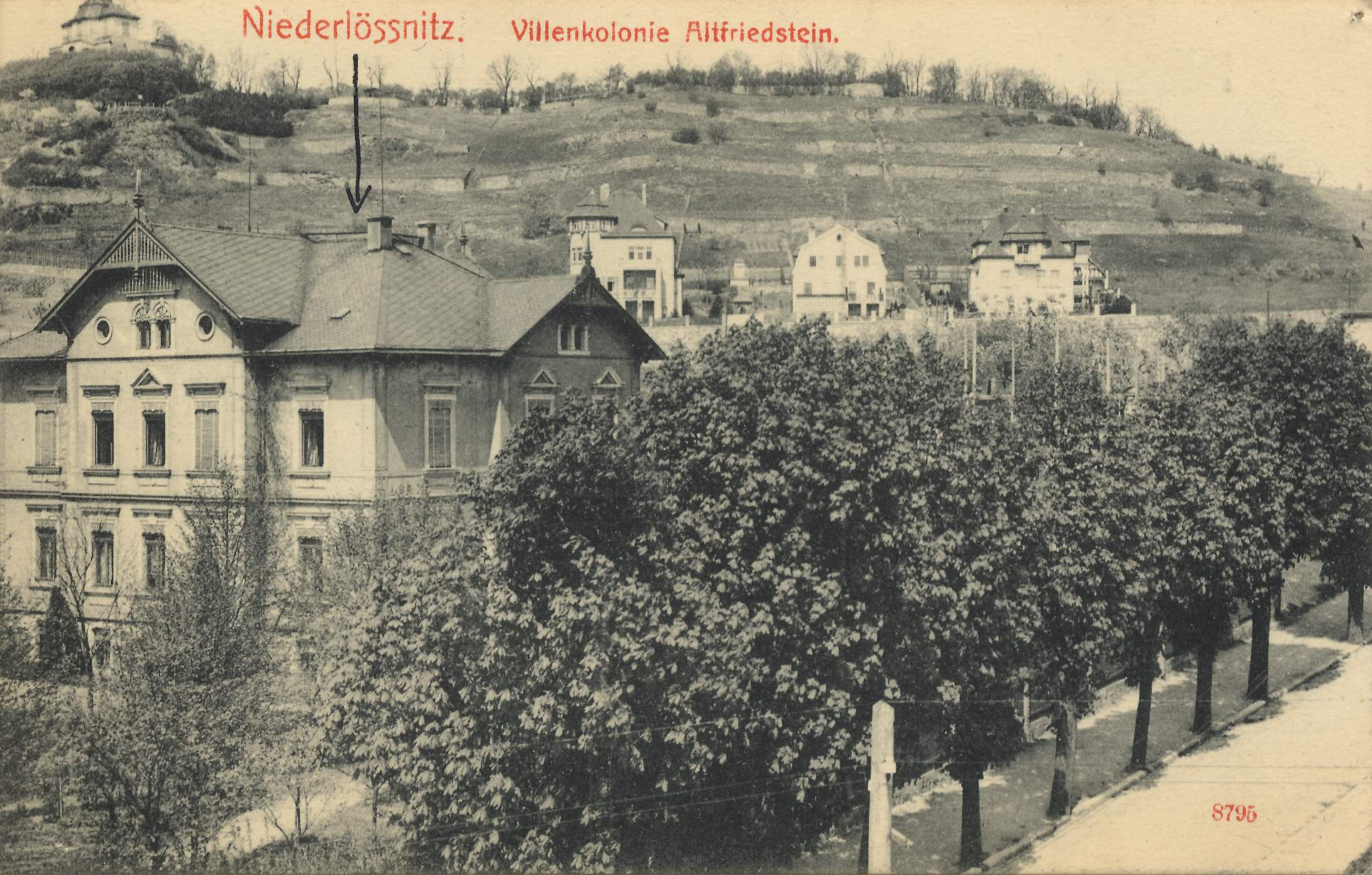
Villenkolonie Altfriedstein, Ansichtskarte von 1908. Bildmitte: Prof.-Wilhelm-Ring 20, 18 und 16. Links oben: Mätressenschlösschen

- 1903: Villa Elisabeths Ruhe, Prof.-Wilhelm-Ring 10 (schlichtester und stilistisch strengster Individualentwurf, Architekten: Schilling & Graebner)
- 1905: Einfamilienhaus, Ludwig-Richter-Allee 30 (Individualentwurf, Architekten: Schilling & Graebner)
- 1905/1906: Einfamilienhaus Ludwig-Richter-Allee 31 (Leitbau, bis nach 1918 im Besitz der Architekten Schilling & Graebner)
- 1905/1906: Einfamilienhaus Ludwig-Richter-Allee 32 (Leitbau, bis nach 1918 im Besitz der Architekten Schilling & Graebner)
- 1905/1906: Villa Glückauf,[4] Ludwig-Richter-Allee 33 (Individualentwurf, bis 1912 bereits zweimal erweitert, Architekten: Schilling & Graebner)
- 1906: Landhaus Prof.-Wilhelm-Ring 18 (Individualentwurf, Architekten: Schilling & Graebner)
- 1910: Landhaus Altfriedstein 7 (Individualentwurf nach dem Vorbild Prof.-Wilhelm-Ring 18, Architekten: Schilling & Graebner)
- 1916/1917: Landhaus Lindenaustraße 1 (Individualentwurf nach dem Vorbild Prof.-Wilhelm-Ring 18, Architekten: Schilling & Graebner)

Verkaufsanzeige Ludwig-Richter-Allee 30, 1905/1906
Verkaufsanzeige Ludwig-Richter-Allee 31, 1905/1906
Verkaufsanzeige Ludwig-Richter-Allee 32, 1905/1906
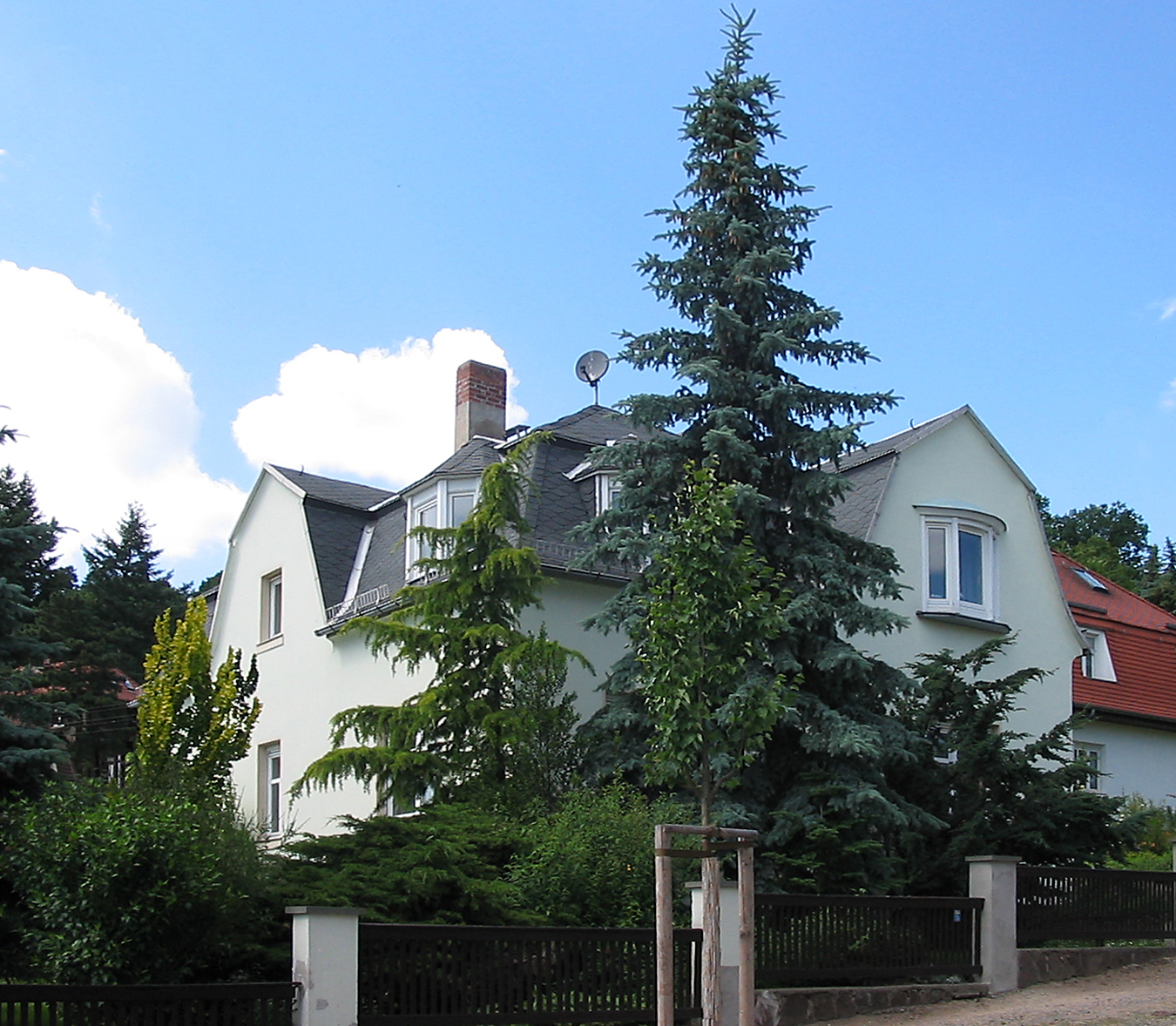
Villa Glückauf, Ludwig-Richter-Allee 33
Ansicht Villa Elisabeths Ruhe, Prof.-Wilhelm-Ring 10, 1905/1906
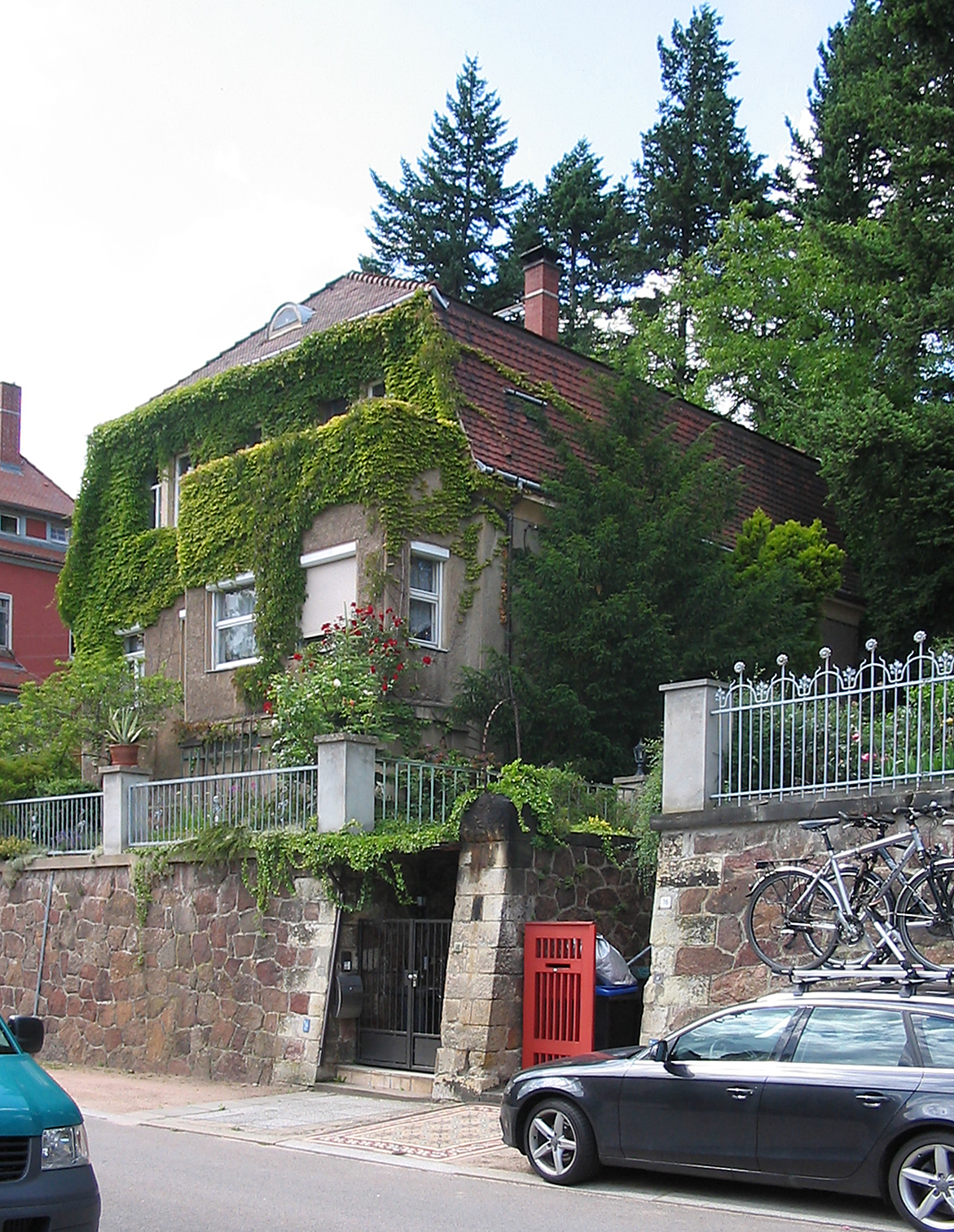
Landhaus Prof.-Wilhelm-Ring 18
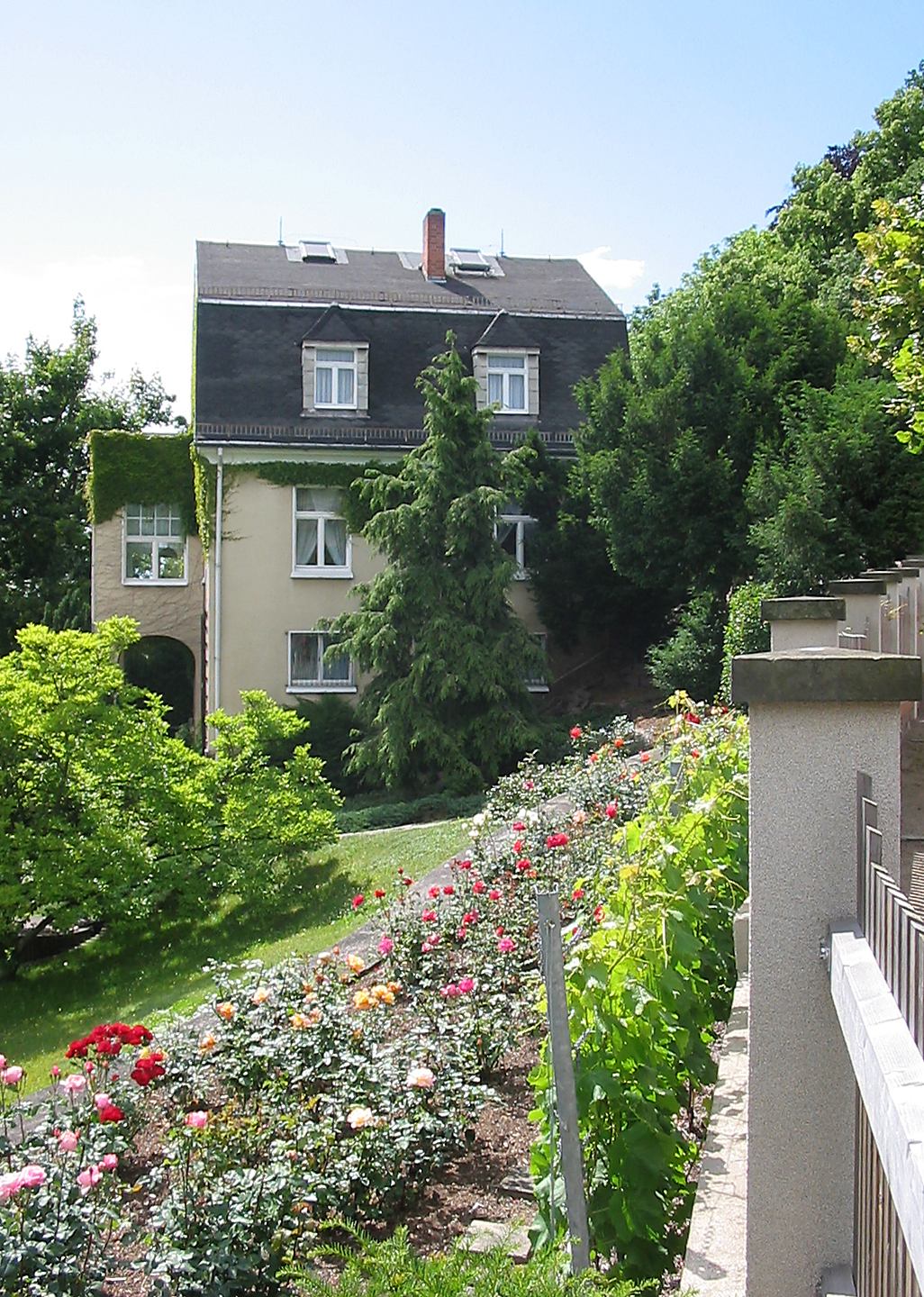
Landhaus Altfriedstein 7
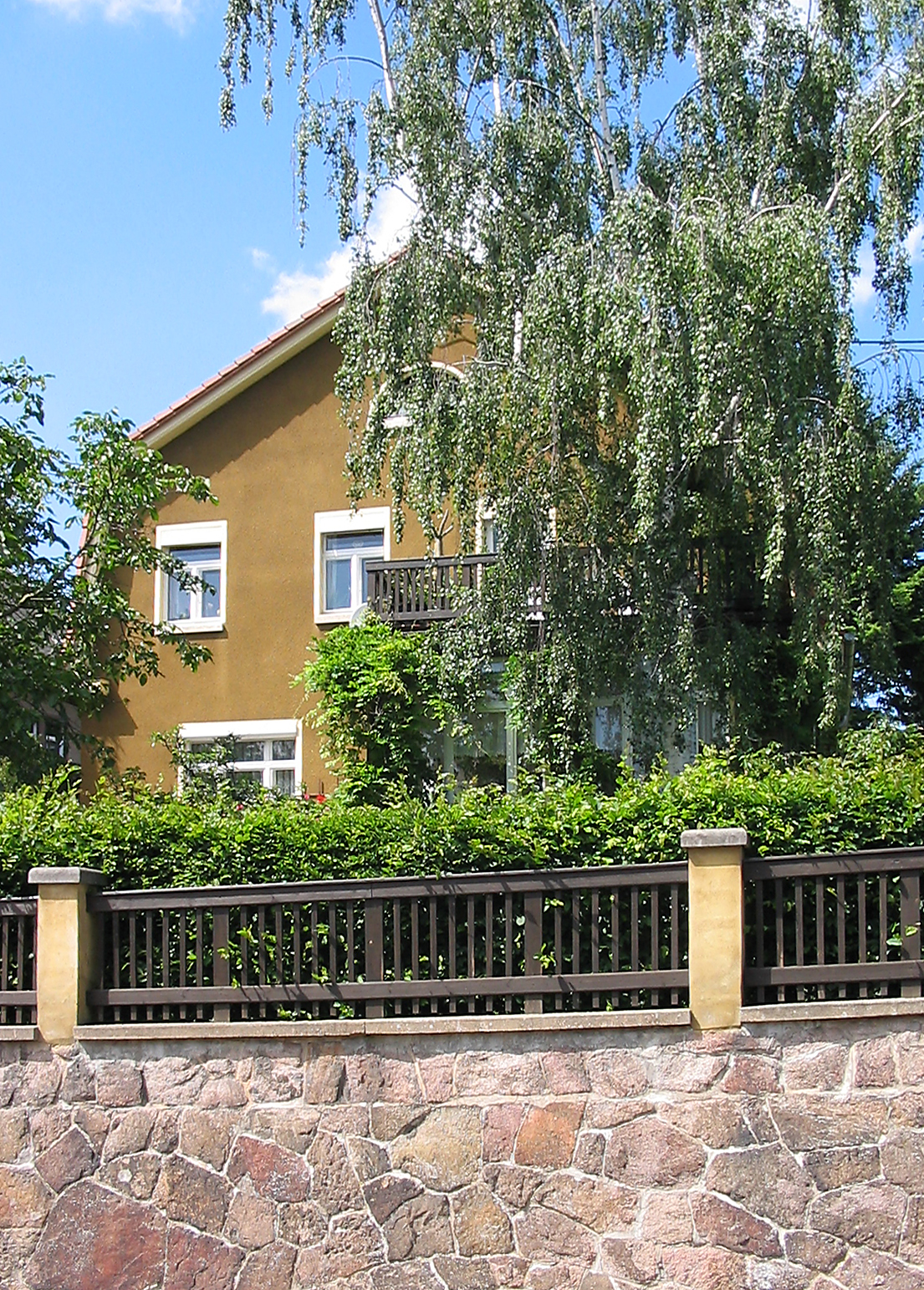
Landhaus Lindenaustraße 1